# کاوالیه خندان
کاوالیه خندان یا اسب سوار خندان (به انگلیسی: Laughing Cavalier) (۱۶۲۴) پرتره ای از نقاش عصر طلایی نقاشی هلند فرانس هالس در مجموعه والاس در لندن است که به عنوان «یکی از درخشان‌ترین پرتره‌های باروک» توصیف شده‌است. عنوان تابلو اختراعی از عموم مردم و مطبوعات دوره ویکتوریا است که از نمایش آن در نمایشگاه افتتاحیه در موزه سبز بتنال در سالهای ۱۸۷۲–۱۸۷۵، درست پس از ورود به انگلستان آغاز شد و پس از آن به‌طور منظم از شناخته شده‌ترین نقاشی‌های استادان قدیم نقاشی در بریتانیا نمایش داده می‌شود. سوژه ناشناخته در حقیقت نمی‌خندد، اما می‌توان گفت که لبخندی معمایی دارد که با سبیل‌های برافراشته او بسیار تقویت می‌شود.

## توضیحات

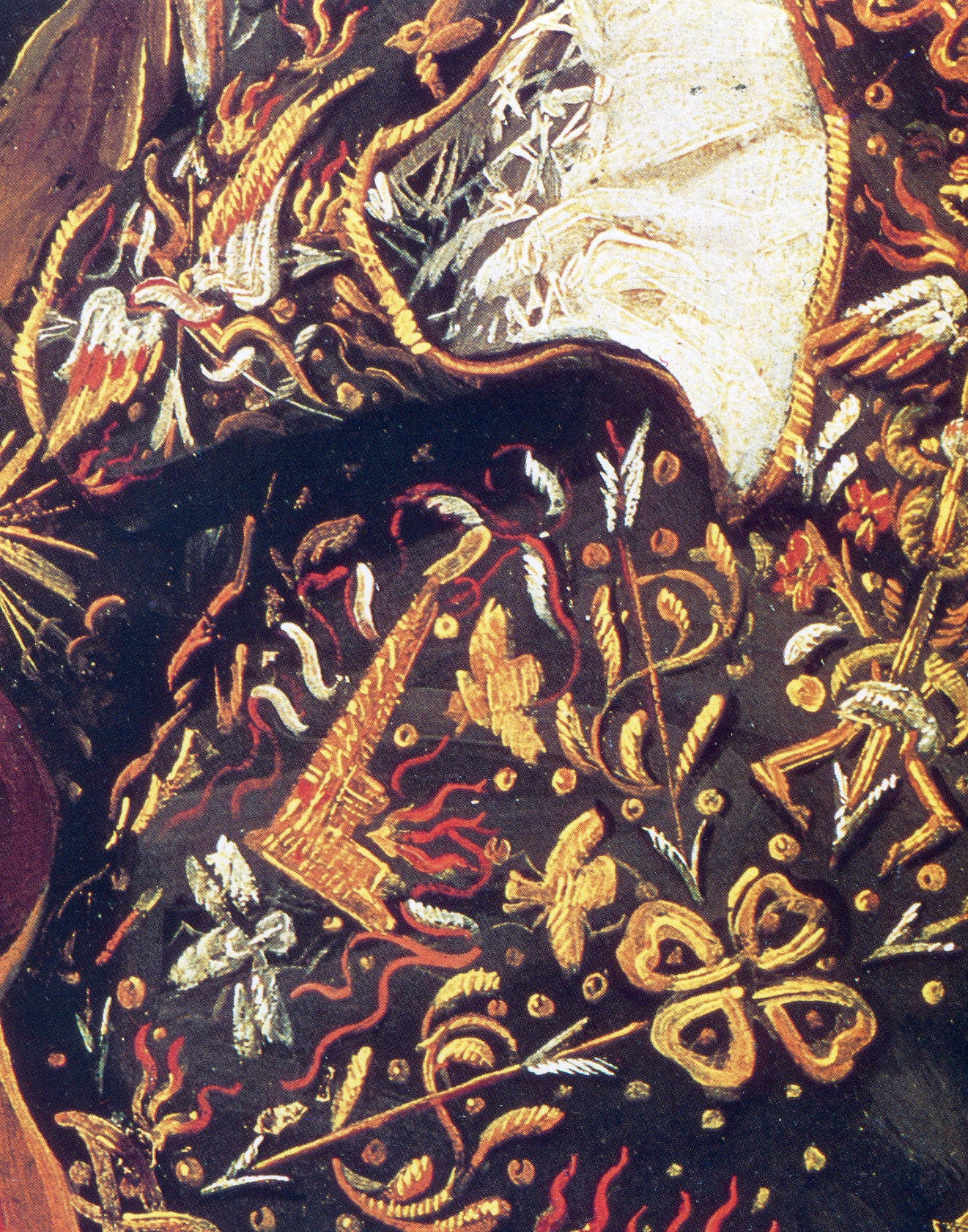
فرانس هالس، "کاوالیه خندان" (جزئیات آستین) - 1624 - رنگ روغن روی بوم - مجموعه والاس، لندن

ابعاد این پرتره ۸۳ × ۶۷٫۳ سانتی‌متر (۳۲٫۷ × ۲۶٫۵ اینچ) است. هویت این فرد ناشناخته است و اگرچه عناوین ثبت شده قرن نوزدهم به هلندی، انگلیسی و فرانسوی عمدتاً یک فرد نظامی یا حداقل یک افسر در یکی از شرکت‌های شبه‌نظامی نیمه وقت را نشان می‌دهد که اغلب سوژه پرتره‌های گروه بودند، از جمله برخی از آنها توسط هالس و بعداً رامبرانت گشت شبانه (۱۶۴۲)، در واقع به احتمال زیاد او یک غیرنظامی ثروتمند بود. پیتر بیسبور، مورخ هنر، این نقاشی را تئوریزه کرده‌است که احتمالاً تجار پارچه ای هلندی، تیلمان روسترمن را به تصویر می‌کشد که موضوع یکی دیگر از پرتره‌های هالس است.
این ترکیب پر جنب و جوش و خودجوش است و علی‌رغم کار آشکار در لباس ابریشمی زیبا و بسیار گران‌قیمت، بازرسی دقیق از آن حرکت‌های سریع برس را نشان می‌دهد. ژست چرخشی و دیدگاه کم در دیگر پرتره‌های هالس یافت می‌شود و در اینجا اجازه می‌دهد تا بر آستین دوزی شده و دکمه سر بند تأکید شود. نشانه‌های زیادی در گلدوزی وجود دارد: دلالت بر «لذت‌ها و دردهای عشق» عبارتند از «زنبورها، تیرها، شاخ نعمت شعله‌ور، گره و منگوله‌های عاشقان و زبانه‌های آتش»، در حالی که ابلیسک یا هرم به معنای قدرت و کلاه مرکوری و ثروت کادوس است.
به‌طور کلی، پرتره‌های سفارش داده شده از این دست به ندرت بزرگسالان را نشان می‌دهد که تا اواخر قرن هجدهم لبخند می‌زنند، اگرچه لبخند زدن اغلب در تابلوها و چهره‌ها در نقاشی ژانر دیده می‌شود. اما هالس از قاعده کلی مستثنی است و غالباً نشستن‌هایی با لبخندهای وسیع تر از اینجا و در ژست‌های غیررسمی را نشان می‌دهد که برداشتی از حرکت و خودانگیختگی را در کار او ایجاد می‌کند.
تأثیر چشمان به نظر می‌رسد از هر زاویه ای که بیننده را دنبال می‌کند نتیجه این است که سوژه به‌طور مستقیم به جلو، به سمت دیدگاه هنرمند نگاه می‌کند، همراه با یک نمایش ایستایی دو بعدی که از هر زاویه ای در خود نقاشی مشاهده شده‌است.